# Граф Монте Кристо (филм, 2024)
„Граф Монте Кристо“ (на френски: Le Comte de Monte-Cristo) е френска приключенска драма от 2024 г., базирана на едноименния роман, написан от Александър Дюма-баща. Режисьори на филма са Матийю Делапорт и Александър дьо ла Пателиер по техен сценарий, участват Пиер Нине, Бастиен Буйон, Анаис Демустие, Анамария Вартоломеи и Лоран Лафит. Премиерата се състои на филмовия фестивал „Кан“ и излиза по кината във Франция на 28 юни 2024 г.
В България филмът излиза по кината на 5 юли 2024 г., разпространен от „Про Филмс“.